# Carlos Ramón González
Carlos Ramón González Merchán (Puente Nacional, 11 de noviembre de 1958) es un político colombiano. Fue Director de la Dirección Nacional de Inteligencia.
Perteneció a la guerrilla del Movimiento 19 de abril (M-19), fundador y excopresidente del partido Alianza Verde.
En julio 3 de 2025, el Tribunal Superior de Bogotá ordenó su envío a prisión por el escándalo de la UNGRD.Desde entonces, se encuentra profugo de la justicia.
En agosto de 2025 se conoció que González, investigado por el escándalo de corrupción en la Unidad Nacional para la Gestión del Riesgo de Desastres (UNGRD), residía en Managua desde noviembre de 2024. Documentos revelados indican que la embajada de Colombia en Nicaragua solicitó la renovación de su residencia el 21 de mayo de 2025, el mismo día en que la Fiscalía General de la Nación lo imputó por cohecho y peculado.
El hecho generó controversia al señalarse un posible apoyo diplomático para facilitar su permanencia en Nicaragua. El presidente Gustavo Petro negó haber autorizado gestiones de este tipo y solicitó al gobierno nicaragüense la entrega de González, afirmando públicamente que «ni los protejo» en referencia a los implicados en el caso.

## Primeros años
Nació en Puente nacional Santander el 11 de noviembre de 1958.
Terminó sus estudios de bachillerato en el Instituto Técnico Industrial de Puente nacional obteniendo el título de Bachiller técnico con énfasis en Carpintería.
Estudiante de Ingeniería Química de la Universidad Industrial de Santander durante los años 1977 a 1979.

## Militancia en el M-19 e ingreso a la política partidista
En 1980 ingresa al Movimiento 19 de abril (M-19) del que formaba parte como líder estudiantil desde sus años de bachillerato. Permanece hasta su desmovilización mediante Acuerdo de Paz con el gobierno de Virgilio Barco en marzo de 1990. Negociaciones de paz de las cuales hizo parte activa como miembro del comando superior del movimiento rebelde.
Para 1991 es candidato a la Asamblea Nacional Constituyente y posteriormente Asesor de la misma. En diciembre de 1991 se posesiona como representante a la cámara por el departamento de Santander, donde ejerce como parlamentario hasta 1994.
En 1995 es elegido concejal de Bucaramanga por dos periodos hasta el año 2000, siendo el último miembro de una corporación pública en representación de la alianza democrática M-19.
Para el 2002 asume como director Ejecutivo del partido Alianza Democrática M-19 y conduce el proceso electoral, alcanzado una curul en representación de las minorías políticas.
En 2003 asume su nuevo rol como emprendedor y crea varias empresas en el sector servicios y en la generación de energías limpias; Además del impulso a un buen número de asociaciones y fundaciones para la defensa del medio ambiente y protección a la población más vulnerable.
Hacia 2004 obtiene título de Abogado de la Universidad Cooperativa de Colombia. En 2005 recibe el título de profesional en ciencias políticas y Resolución de conflictos de la Universidad del Valle.

## Partido Verde

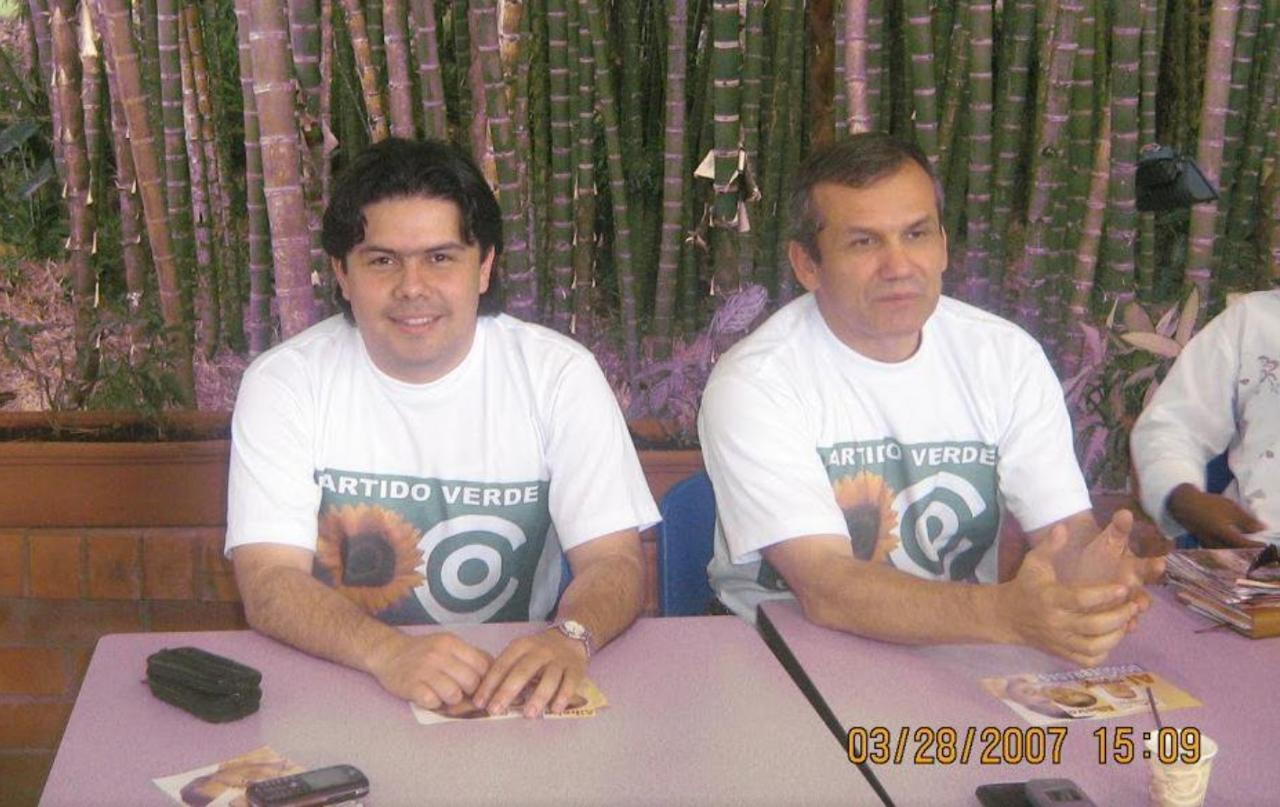
Carlos Ramón González y García Colorado en asamblea del Partido Verde en 2007

En septiembre del año 2005 dirige el congreso del partido Alianza Democrática M- 19, haciendo un cambio en la conducción y orientación ideológica, transformándose en un partido de centro del espectro político, con su nueva denominación: Partido Opción Centro. En septiembre de 2007 logra que el nuevo Partido Opción Centro, ingrese a la global Greens, y asume los ideales de los partidos verdes del mundo enunciados en la carta de la tierra, de la declaración de Camberra asumiendo a su vez la nueva denominación de partido Verde Opción Centro.
Con el nuevo nombre de Partido Verde Opción Centro, con una dirección nacional integrada por dirigentes nacionales como Jorge Eduardo Londoño, Rodrigo Romero, Daniel García y la abogada Luz Dana Leal alcanzan un importante resultado en las elecciones del año 2007 consiguiendo el triunfo en dos gobernaciones, 17 alcaldías, además de 10 diputados y 370 concejales.
En el año 2008 recibe el título de especialista en derecho del medio ambiente de la Universidad Externado de Colombia.
En el año 2009 se fortalece el partido con su nueva denominación de Partido Verde; Como Director Ejecutivo conduce el partido a la consolidación de una gran alianza de líderes Nacionales con importante respaldo de opinión tales como Antanas Mockus, Enrique Peñaloza y Lucho Garzón. Posteriormente Sergio Fajardo. En lo que sería la denominada Ola Verde que creció con la candidatura a la presidencia de Antanas Mockus en el año 2010; alcanzando además la personería jurídica como partido de mayorías.
En el año 2013 como Director Ejecutivo del Partido Verde consolida una nueva Alianza con el Movimiento progresistas del entonces alcalde de Bogotá Gustavo Petro, conducida por el expresidente de la asamblea Nacional Constituyente Antonio Navarro y los senadores Luis Carlos Avellaneda, Jorge Guevara y Camilo Romero.  Luego logra la integración como Claudia López y el exalcalde Jorge Iván Ospina. Asegurando de esta manera la continuidad del partido y su vocación de poder. Estos nuevos acontecimientos se protocolizan mediante el cambio de denominación de la colectividad a Partido Alianza Verde.
En el año 2016 fue elegido Presidente Ejecutivo de la federación de Partidos Verdes de las Américas y Miembro pleno de la Global Greens.
El 29 de mayo de 2019 fue elegido Presidente del partido alianza Verde junto con Antonio Navarro y Antanas Mockus.